# ماريا تاكوشي
ماريا تاكوشي (باليابانية: 竹内まりや؛ بالكانا: たけうち まりや) هي مغنية مؤلفة ومغنية ومنتجة أسطوانات وملحنة وشاعرة يابانية، ولدت في 20 مارس 1955 في إزومو في اليابان.

## وصلات خارجية
- الموقع الرسمي
- ماريا تاكوشي على موقع IMDb (الإنجليزية)
- ماريا تاكوشي على موقع ميوزك برينز (الإنجليزية)
- ماريا تاكوشي على موقع أول ميوزيك (الإنجليزية)
- ماريا تاكوشي على موقع ديسكوغز (الإنجليزية)
- ماريا تاكوشي على موقع قاعدة بيانات الفيلم (الإنجليزية)
- ماريا تاكوشي على موقع ANN person (الإنجليزية)